# 久留米競輪場
久留米競輪場（くるめけいりんじょう）は福岡県久留米市にある競輪場。施設所有および主催は久留米市。競技実施はJKA西日本地区本部九州支部。電話投票における競輪場コードは83#。

## 概要
久留米競輪場は戦災復興の財源として1,200万円で、陸軍墓地（1942年完成）跡地の一帯に設置され、1949年春に全国で7番目の競輪場として開設された。
同年7月30日に開催された第1回競輪大会は、6日間で1,700万円を売り上げ建設費を一度に返済した。開設当初は小中学生が車券を購入することから批判されたが、社会科見学として見学会を設けたほか、「大人の娯楽はあるのに子供の娯楽が無いのが原因」として日曜日の芸術文化活動を重視したことで子供の姿は消えた。
かつては入場料は有料であったが、2019年度に無料化した。
過去には1991年と2016年に全日本選抜競輪、 2003年にふるさとダービー、1998年と2008年には共同通信社杯競輪が、2024年にオールガールズクラシックがナイター開催として、それぞれ開催された。
中野浩一が選手時代にホームバンクとしていたことでも有名であり、記念競輪（GIII）では彼を称えて『中野カップレース』と名づけられ毎年6月（2011年度は時期移動で2012年2月）に開催されており、優勝者には中野浩一からトロフィーが授与される（2008年10月に当地で開催された共同通信社杯競輪でも、当年では記念競輪を開催しないことからサブタイトルに『中野カップレース』の名称が付けられた）。また、FI開催（S級シリーズ）では、現役時代九州の旗頭として君臨した戸上守を称え『戸上守杯』が開催されている。
2011年1月12日の開催よりナイター競走として『エンジョイスピードパークナイトレース』を実施し、また同開催より重勝式投票にあたるKドリームスを発売している。なおナイターの照明設備は開始当初は飯塚オートレース場が夏期開催で使用していた移動式照明機器を共用していたため、夏季開催は日中に行っていたが、2016年よりそれを自前化してナイターを通年開催に移行した。また、2021年11月6日より全国25場目となるミッドナイト競輪を自場で開催している（それまでは小倉の施設を借り上げにて実施していた）。
イメージキャラクターは「トッピー」で、それにちなみ『トッピーカップ』が開催されている。また2010年より新キャラクターの「キック」「ラリー」「マシュー」も使用されている。
トータリゼータシステムは日本トーターを採用する。
なお熊本競輪場が平成28年熊本地震で損壊したことを受け、熊本での開催予定だったFIの一部と同年10月20日からの記念開催は当競輪場にて熊本市主催により代替開催されており、2017年から2023年の熊本記念も当地にて代替開催されていた。

## バンク

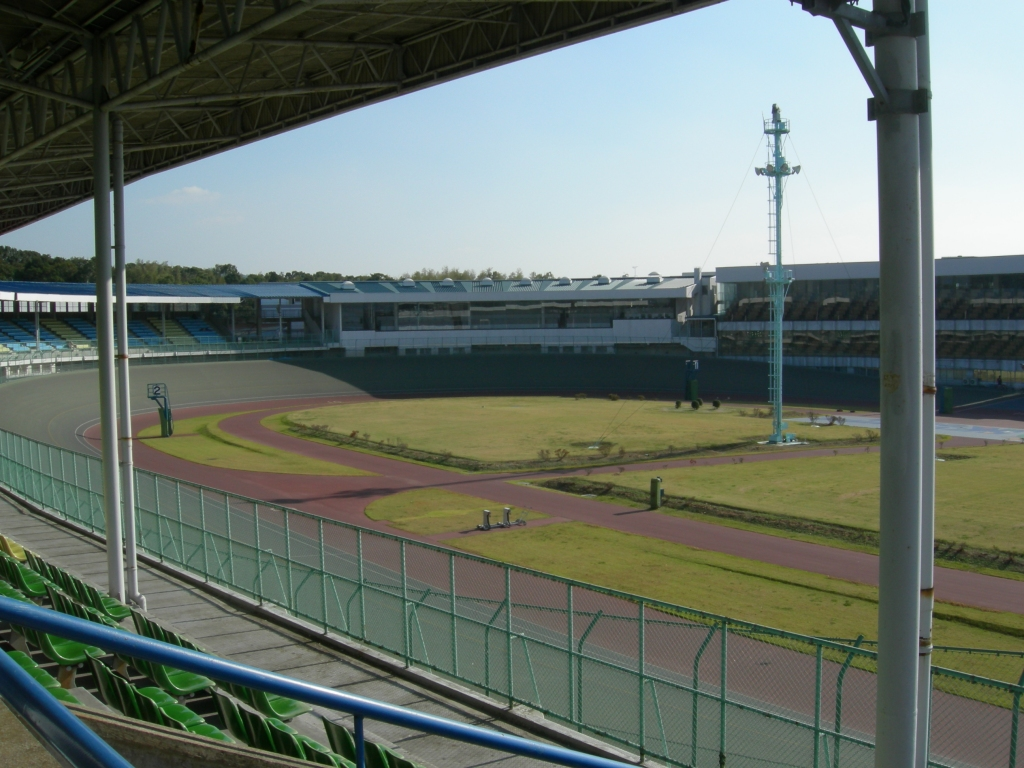
場内の様子

400mを使用している。クセのない標準的なバンクで、脚質による有利不利は少ない。

## 場内設備
4コーナー付近の一部を除き、スタンドが全周を囲んでいる構造とはなっているが、メインスタンド部分は老朽化及び耐震基準を満たさないため閉鎖されており、主要な観戦スタンドはバックスタンドとなっている。特別観覧席はこのバックスタンドの下層部であり、バンク面の高さでの観戦となる。
敢闘門はメイン側にあり、選手宿舎もメイン側（1コーナー奥）となっている。
大画面映像装置は2センター側に設置されている。確定表示板は設置されていない。
このように閉鎖スタンドがあったり、他の多くの競輪場とはメイン側・バック側の役割が反対であるが、久留米競輪場は全面建て替えが予定されている。選手管理棟をバック側に移した上で、メインスタンドを建て替える。1センター・2センターのスタンドは取り壊し、芝生スペースとすることで、久留米競輪場のある正源氏公園と一体化して普段の通行から催し物の実施ができるように計画されている。2030年ごろの完成を目指している。

## アクセス
- 無料送迎バス　無料送迎バスは本場開催・場外発売日のいずれも、デイ開催の時間帯のみ運行されている。本場ナイター開催であっても、ナイター時間の運行はなされていない[注 1]。
  - 西鉄久留米駅（西鉄天神大牟田線）東口ロータリーバスのりばより無料送迎バス（運行はハラショー観光）で約15分。
  - JR九州久留米駅まちなか口（東口）ロータリーバスのりばより無料送迎バスで約20分。
- 一般路線バス
  - 西鉄久留米駅より西鉄バス信愛学院行きに乗車、競輪場口下車徒歩10分。

## 場外車券売場
- 【サテライト北九州】 - 福岡県飯塚市勢田2442-1 国道200号バイパス沿い
- 【サテライト久留米】 - 福岡県久留米市梅満町69-1 JR久留米駅から48番バスで、サテライト久留米バス停下車すぐ
- 【サテライト中洲】 - 福岡県福岡市博多区中洲3-7-24（会員制） 福岡市営地下鉄空港線「中洲川端駅」直結「gate's」ビル3階

## 歴代記念競輪優勝者
| 年        | 優勝者     | 登録地 |
| --------- | ---------- | ------ |
| 2002年    | 神山雄一郎 | 栃木   |
| 2004年    | 後閑信一   | 群馬   |
| 2005年    | 後閑信一   | 群馬   |
| 2006年    | 阿部康雄   | 新潟   |
| 2007年    | 太田真一   | 埼玉   |
| 2009年    | 菅田壱道   | 宮城   |
| 2010年    | 小林大介   | 群馬   |
| 2012年2月 | 武田豊樹   | 茨城   |
| 同年7月   | 浅井康太   | 三重   |
| 2013年    | 池田勇人   | 埼玉   |
| 2014年    | 坂本亮馬   | 福岡   |
| 2016年    | 守澤太志   | 秋田   |
| 2017年    | 長島大介   | 栃木   |
| 2018年    | 浅井康太   | 三重   |
| 2019年    | 平原康多   | 埼玉   |
| 2020年    | 清水裕友   | 山口   |
| 2021年    | 吉田拓矢   | 茨城   |
| 2022年    | 北津留翼   | 福岡   |
| 2023年    | 成田和也   | 福島   |
| 2024年    | 山崎賢人   | 長崎   |
| 2025年    | 南修二     | 大阪   |
| 2026年    |            |        |

※1節4日間制開催となった、2002年4月以降の歴代記念競輪優勝者を列記。